# 曾吉郎
白聆（1958年4月10日—）本名曾吉郎，臺灣臺南北門人，1958年生。專職寫作，詩人、作詞人、音樂製作人。屬於戰後鹽分地帶的作家，致力於兒童文學的創作。

## 生平事跡
白聆本名曾吉郎，原台南縣北門鄉人，一九五八年生。曾任：財團法人中華民國無障礙環境推廣協會常務理事、中華民國藝術品賞學會監事、台視「歡樂寶貝」節目兒歌天地主持、國立嘉義大學鄉土語文種子教師研習班講師、國立屏東師範學院鄉土語文種子教師研習班講師、九年一貫教育鄉土教語文民間本教材編審、行政院文建會台灣二〇〇一年兒歌一百甄選評審。現任小白鷺No。空間工作室召集人。

## 作品
- 華語兒歌專輯《癩蛤蟆與大青蛙》[2]
- 臺語囡仔歌有聲專輯《雞角雊雊叫》[2]、《月娘光焱焱》[2]、《拍鑼兼摃鼓》[2]、《田椪花》、《煮月光》、《削削叫》
- 臺語童玩囡仔歌50首《施金輝畫集－－真心畫童年》
- 三行詩集《風，靜靜的睡》
- 華語童詩集《小山丘飛來咕咕鳥的歌聲》[2]、《夜，會掉下來嗎》、《彩虹跌落在春天裡》
- 隨想手札《白天與黑夜的秘密》、《心情反應式》、《莫有無--心情三印一》。
- 極短小小說《他與她及其他的故事》
- 臺語謎猜百首《臆看覓》
- 工具書《華語揣臺語》、《分類揣臺語》[3][4]
- 臺語創作在地新俚語《練仙敲柝盤喙錦》

## 榮譽
- 1994年《癩蛤蟆與大青蛙》臺南縣政府指定轄內小學優良課外讀物、台語囝仔歌〈雞角雊雊叫〉被列入台南縣鄉土教材。
- ＜水蛙學唱歌＞、＜小公雞與大太陽＞、＜撓杯之歌＞榮獲中華民國教材研究發展學會88年國中、國小音樂教材詞曲創作徵選歌詞入選。
- 1999年行政院文建會新詩類文薈獎佳作。
- 2000年行政院文建會新詩類文薈獎第二名。
- 2001年作者為黑面琵鷺所創作的＜撓杯之歌＞獲選為2000年全國鄉土歌謠比賽臺語獨唱指定曲歌詞。
- 2001年行政院文建會新詩類文薈獎佳作。
- 2002年行政院文建會新詩類文薈獎第二名。
- 2002年《風，靜靜的睡》獲選入南瀛作家作品集。
- 2003年淡水漁人碼頭文化季佛朗明哥歌舞劇臺語詩歌＜狂海三部曲＞。
- 童詩＜傘＞獲邀2003年高雄市文化中心「行動文學館」展演，並收錄於天衛文化《二〇〇三年優秀兒童文學年度編選輯》。
- 臺語囡仔歌＜唸英語＞＜臺語臆謎猜兩則＞收錄於中華民國全國教師學會閩南語教材。
- ＜螃蟹＞、＜小綠鴨＞收錄於水晶唱片之《鵝尾山ｅ眠夢》專輯。
- ＜鼻目喙＞收錄於鄉土語文教材《南瀛臺語冊》。
- ＜貓咪＞、＜虎姑婆＞、＜面形歌＞入選民間版國小母語教材。
- 2002年臺南縣政府「黑面琵鷺保育季」主題曲＜撓杯之歌＞作詞與音樂製作。
- 2004年《拍鑼兼摃鼓》CD專輯獲行政院新聞局傳統暨藝術類金曲獎最佳兒歌專輯金曲獎。
- 2004年＜拍鑼兼摃鼓＞一曲作詞獲行政院新聞局傳統暨藝術類金曲獎最佳作詞人入圍獎。
- 2006年＜甜蜜臺灣年＞主題曲作詞與音樂製作。
- 2007年全中運主題＜奔騰南瀛＞作詞與音樂製作。
- 2008年＜臺灣燈會在南瀛＞作詞與音樂製作。
- 2008年『翠儒園、感恩、愛』全國徵詩活動成人組第一名。
- 2009年水庫之父＜八田與一讚頌歌＞臺語版填詞與音樂製作。
- 2009年第一屆鄭福田新詩生態文學獎。
- 2010年南瀛文化深耕貢獻獎。
- 2011年＜撓杯之歌＞歌詞鐫刻於台鐵沙崙站公共裝置藝術上。
- 2014年「華德福大地實驗中小學」臺語版校歌作詞人。
- 2014年「超越障礙，愛在臺南」全國身障運動會主題曲＜生命的光彩＞作詞與音樂製作，該曲由郭書瑤主唱。
- 2014年臺南藝術節「城市舞臺」之海韻山情─田椪花演唱會節目製作。
- 2014年臺語兒童歌謠《田椪花─臺灣囡仔愛唱歌》專輯作詞與音樂製作，入圍傳藝金曲獎「最佳跨界音樂專輯獎」。
- 2015年WBSC第三屆 世界盃少棒錦標賽主題曲華語版＜世界好棒（Formosa Tainan）＞作詞與音樂製作。該音樂獲世界棒壘總會青睞，以＜世界好棒（All Best）＞命名授權該會永久使用。
- 2016＜北門鹽鄉好地方＞作詞與音樂製作。
- 2017年世界螢火蟲年會大會歌曲「螢火蟲之歌」全球詞曲徵選第二名。得獎作品：＜火金姑拄著貓＞。
- 2018年白聆編寫掌中戲歌舞劇本-《海水鹹鹹》 獲107年度文化部本土語言創作及應用獎。
- 2018年白聆作詞兼音樂製作單曲<咖啡佮你> 獲107年河洛組台灣原創流行音樂大獎。
- 2018年跨界第一張流行歌曲專輯《沐妮悠。思念》 音樂專輯總監暨台語作詞人。
- 2019年兒童掌中戲歌舞劇《海水鹹鹹》 原聲帶數位發行。
- 2019年擔任《沐妮悠。思念》 音樂專輯總監暨台語作詞人，該專輯作品入圍第30屆金曲獎最佳原民專輯暨年度最佳專輯獎。
- 2019年擔任《沐妮悠。思念》 音樂專輯總監暨台語作詞人，該專輯作品入圍第10屆金音獎最佳民謠專輯獎。

## 理念、意見
- 作家源源不絕的創作力量，主要來自對阿嬤的思念。[5]

- 白聆認為，兒童文學一直被漠視，他以台灣唸謠或唱謠方式呈現兒童文學之美，躋身非流行音樂後，地位仍是弱勢中的弱勢。他希望藉由得獎，喚起大家對兒童文學的重視，更希望孩子的世界不再只是早熟地迷五月天或周杰倫，而有屬於自己年齡的歌謠。[6]。
- 編輯三本台語工具書的動機：白聆接受中央社記者採訪時表示，當他投入台語詩歌創作後，縱使自認台語講得不錯，但竟發現時常找不到適當的文字與詞彙可用，因此開始蒐集各種現存的文獻資料，閱讀有關台語的語典和書籍，邊讀邊做筆記，八年後足足寫了厚厚三大本。再以四年時間慢慢將筆記進行系統化整理，先後出版《台語集韻檢字》、《華語揣台語》、《分類揣台語》三本工具書，讓有興趣學習台語的人能有多一些供參考的選擇。[7]。

## 相關詞條
- 台語文
- 鹽分地帶
- 兒童文學
- 台灣文學